# Kamaladdin Heydarov
Pour les articles homonymes, voir Heydarov.
Kamaladdin Heydarov est un compositeur et homme politique azerbaïdjanais qui occupe le poste de ministre des situations d'urgence.

## Vie
Heydarov est né le 15 juillet 1961 dans la ville de Nakhitchevan, en Azerbaïdjan. Il est diplômé de l'Université d'État de Bakou avec un diplôme en géographie. En 1992, il a quitté l'Azerbaïdjan pour l'Ouzbékistan et a ouvert plusieurs entreprises commerciales. Heydarov est également compositeur et certaines de ses chansons deviennent des succès en Azerbaïdjan. Ses compositions sont produites sous le nom de Kamal. Son dernier album s'intitule Sənə güvəndiyim dağlar (azerbaïdjanais: les montagnes sur lesquelles je m'appuye). Ses chansons ont été interprétées par des chanteurs célèbres tels que Flora Kerimova, Ilhama Gouliyeva, Aygun Kazimova, Zulfiyya Khanbabayeva.

## Carrière politique
Heydarov a été nommé président du Comité des douanes de l'État par l'ancien président Heydar Aliyev en 1995. Dans ce rôle, il aurait été largement extorqué des pots-de-vin d'entreprises important des produits en Azerbaïdjan.
Le 6 février 2006, Heydarov a été nommé ministre des Situations d'urgence, un ministère nouvellement formé pour gérer les situations d'urgence et la protection de la population civile en Azerbaïdjan. 
Heydarov est marié. Lui et sa femme ont deux enfants qui ont tous deux étudié à Londres.